# 内陸国の通過貿易に関する条約
内陸国の通過貿易に関する条約（ないりくこくのつうかぼうえきにかんするじょうやく、英語: Convention on Transit Trade of Land-locked States）は、内陸国が輸送物資を海（港湾）まで輸送させることを認めた、多国間条約である。この条約では、批准した、内陸国 (land-locked State) と通過国 (transit State) の双方に義務を課している。
この条約は、国際連合総会によって開催された、内陸国の通過貿易に関する国際連合会議 (United Nations Conference on Transit Trade of Land-locked Countries) で、1965年7月8日に締結され、1967年6月9日に発効した。
本条約を批准した通過国（沿岸国 (coastal State) とも呼ばれる）は、通過国沿岸の港湾間との物流を行うことを望む条約批准内陸国と協定を作ることを了承する。また、輸送物資の原産地や到着地による差別を行わないことにも同意する（条約第2条1項）。一方、内陸国は、通過国が行う輸送物資の管理監督や保護に関して、費用を負担することに同意する。通過国は、内陸国の輸送物資に対して、関税を取ることはできないが、必要経費を徴収することが認められている（条約第3条）。
本条約は、内陸国の特異的な不利を認めた最初の国際条約として特筆される。
2017年8月時点で、43か国が加盟し、沿岸国と内陸国がほぼ半々を占めている。ただし、後に採択された海洋法に関する国際連合条約でも、「内陸国の海への出入りの権利及び通過自由」が定められており、事実上、この条約は役目を終えている。